# 染色水锦树
染色水锦树（学名：Wendlandia tinctoria）为茜草科水锦树属下的一个种。